# John S. Snook

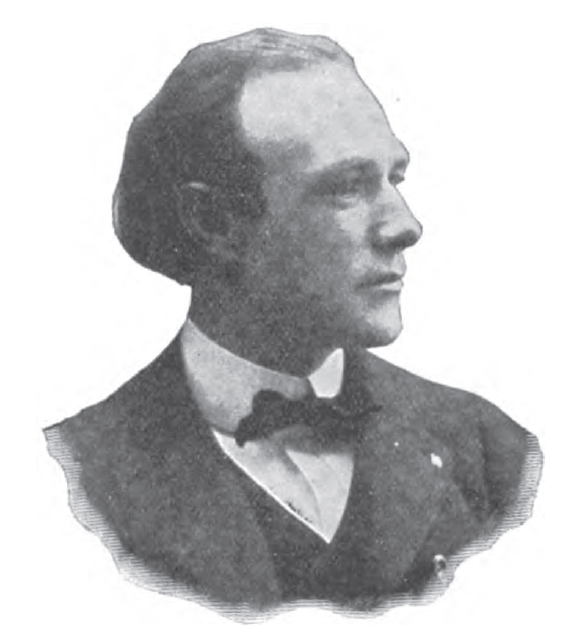
John S. Snook

John Stout Snook (* 18. Dezember 1862 bei Antwerp, Paulding County, Ohio; † 19. September 1952 in Paulding, Ohio) war ein US-amerikanischer Politiker. Zwischen 1901 und 1905 sowie nochmals von 1917 bis 1919 vertrat er den Bundesstaat Ohio im US-Repräsentantenhaus.

## Werdegang
John Snook besuchte bis 1881 die öffentlichen Schulen seiner Heimat. Anschließend studierte er an der Ohio Wesleyan University in Delaware. Nach einem anschließenden Jurastudium am Cincinnati College und seiner 1887 erfolgten Zulassung als Rechtsanwalt begann er in Antwerp in diesem Beruf zu arbeiten. Im Jahr 1890 verlegte er seinen Wohnsitz und seine Anwaltskanzlei nach Paulding. Gleichzeitig schlug er als Mitglied der Demokratischen Partei eine politische Laufbahn ein. Bei den Kongresswahlen des Jahres 1900 wurde er im fünften Wahlbezirk von Ohio in das US-Repräsentantenhaus in Washington, D.C. gewählt, wo er am 4. März 1901 die Nachfolge von David Meekison antrat. Nach einer Wiederwahl konnte er bis zum 3. März 1905 zwei Legislaturperioden im Kongress absolvieren. Im Jahr 1904 stellte er sich nicht zur Wiederwahl.
Nach dem vorläufigen Ende seiner Zeit im US-Repräsentantenhaus praktizierte Snook wieder als Rechtsanwalt. Im Jahr 1912 war er Delegierter zur Democratic National Convention in Baltimore, auf der Woodrow Wilson als Präsidentschaftskandidat nominiert wurde. Zwischen 1913 und 1915 amtierte Snook als Berufungsrichter. Bei den Wahlen des Jahres 1916 wurde er erneut im fünften Distrikt seines Staates in den Kongress gewählt, wo er am 4. März 1917 Nelson E. Matthews ablöste. Da er im Jahr 1918 nicht bestätigt wurde, konnte er bis zum 3. März 1919 nur eine weitere Legislaturperiode im Kongress verbringen, die von den Ereignissen des Ersten Weltkrieges geprägt war.
Nach seinem endgültigen Ausscheiden aus dem US-Repräsentantenhaus betätigte sich Snook wieder als Rechtsanwalt. Im Jahr 1932 war er Delegierter beim Bundesparteitag der Demokraten in Chicago, auf dem Franklin D. Roosevelt als Präsidentschaftskandidat nominiert wurde. Zwischen 1930 und 1938 fungierte er erneut als Berufungsrichter. Danach zog er sich in den Ruhestand zurück. John Snook starb am 19. September 1952 in Paulding, wo er auch beigesetzt wurde.